# Dolores las Palmas
Dolores las Palmas är en ort i Mexiko.   Den ligger i kommunen Ocosingo och delstaten Chiapas, i den sydöstra delen av landet, 900 km öster om huvudstaden Mexico City. Dolores las Palmas ligger 348 meter över havet och antalet invånare är 194.
Terrängen runt Dolores las Palmas är kuperad åt nordost, men åt sydväst är den bergig. Dolores las Palmas ligger nere i en dal. Runt Dolores las Palmas är det glesbefolkat, med 16 invånare per kvadratkilometer. Närmaste större samhälle är El Prado Pacayal, 8,2 km nordväst om Dolores las Palmas. I omgivningarna runt Dolores las Palmas växer i huvudsak städsegrön lövskog.